# Schwäbisch Hall
Schwäbisch Hall – miasto powiatowe w Niemczech, w kraju związkowym Badenia-Wirtembergia, w rejencji Stuttgart, w regionie Heilbronn-Franken, siedziba powiatu Schwäbisch Hall, oraz wspólnoty administracyjnej Schwäbisch Hall. Leży nad rzeką Kocher, ok. 55 km na północny wschód od Stuttgartu, przy drogach krajowych B14, B19 i linii kolejowej Crailsheim–Heilbronn), częściowo w Lesie Szwabsko-Frankońskim.

## Współpraca
Miejscowości partnerskie:
- Turcja: Balıkesir
- Francja: Épinal
- Finlandia: Lappeenranta
- Wielka Brytania: Loughborough
- Meklemburgia-Pomorze Przednie: Neustrelitz
- Polska: Zamość

## Galeria

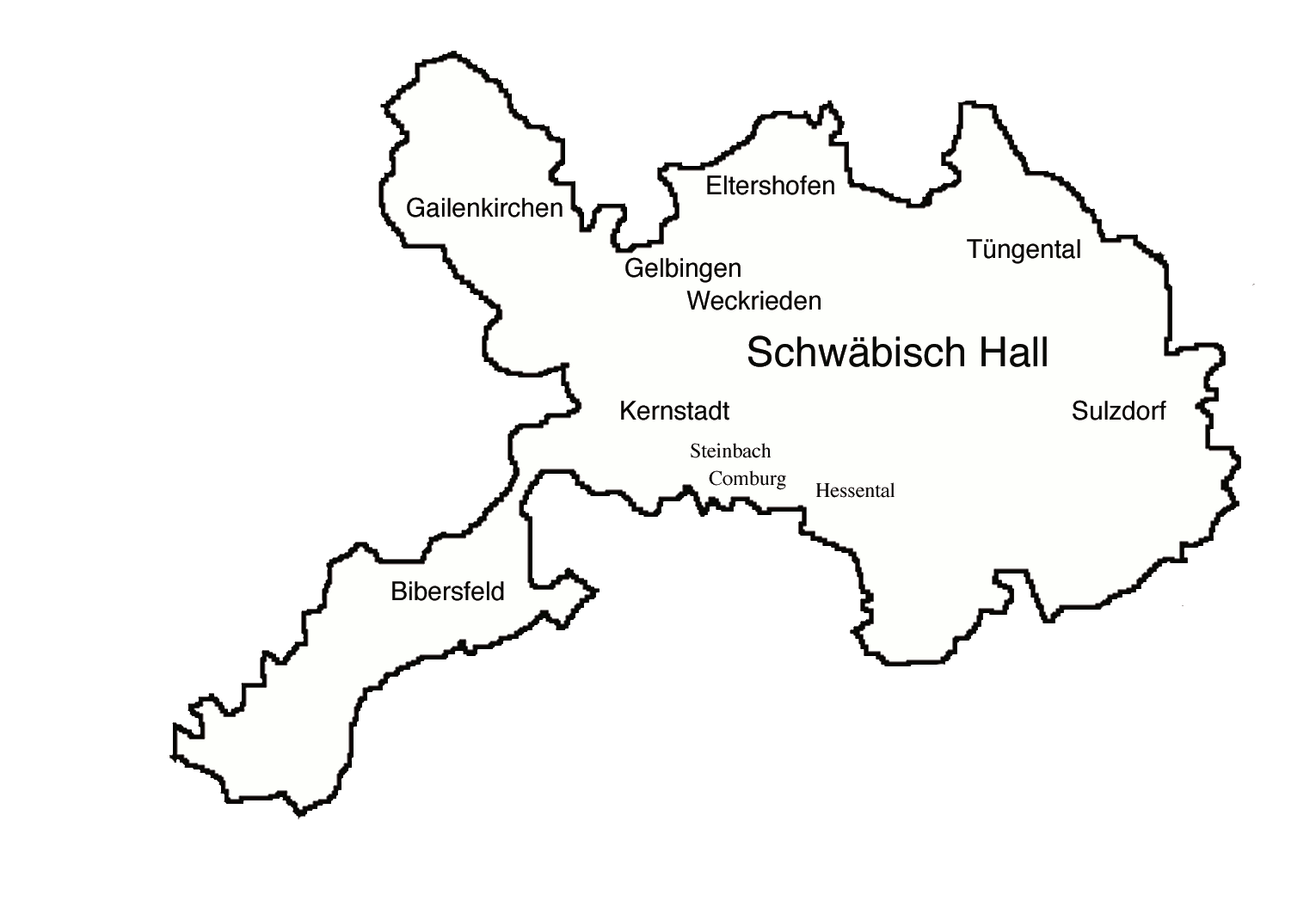
Dzielnice miasta

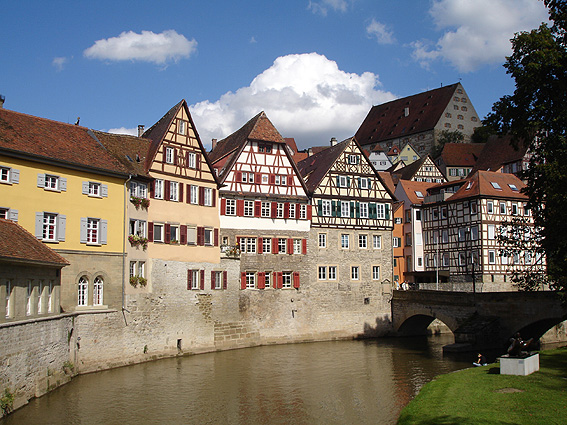
Domy nad Kocher
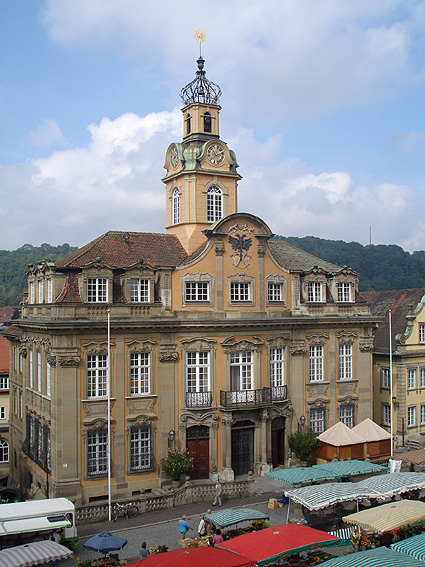
Ratusz z 1735
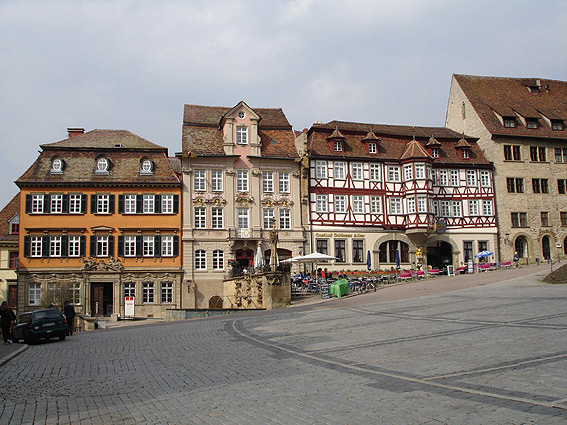
Rynek
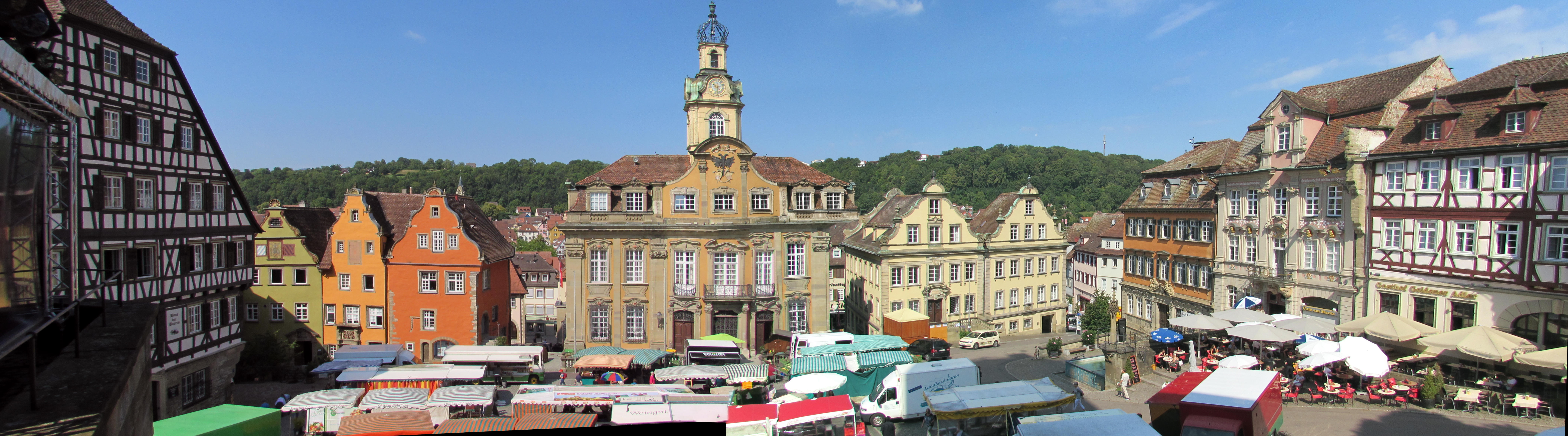
Rynek
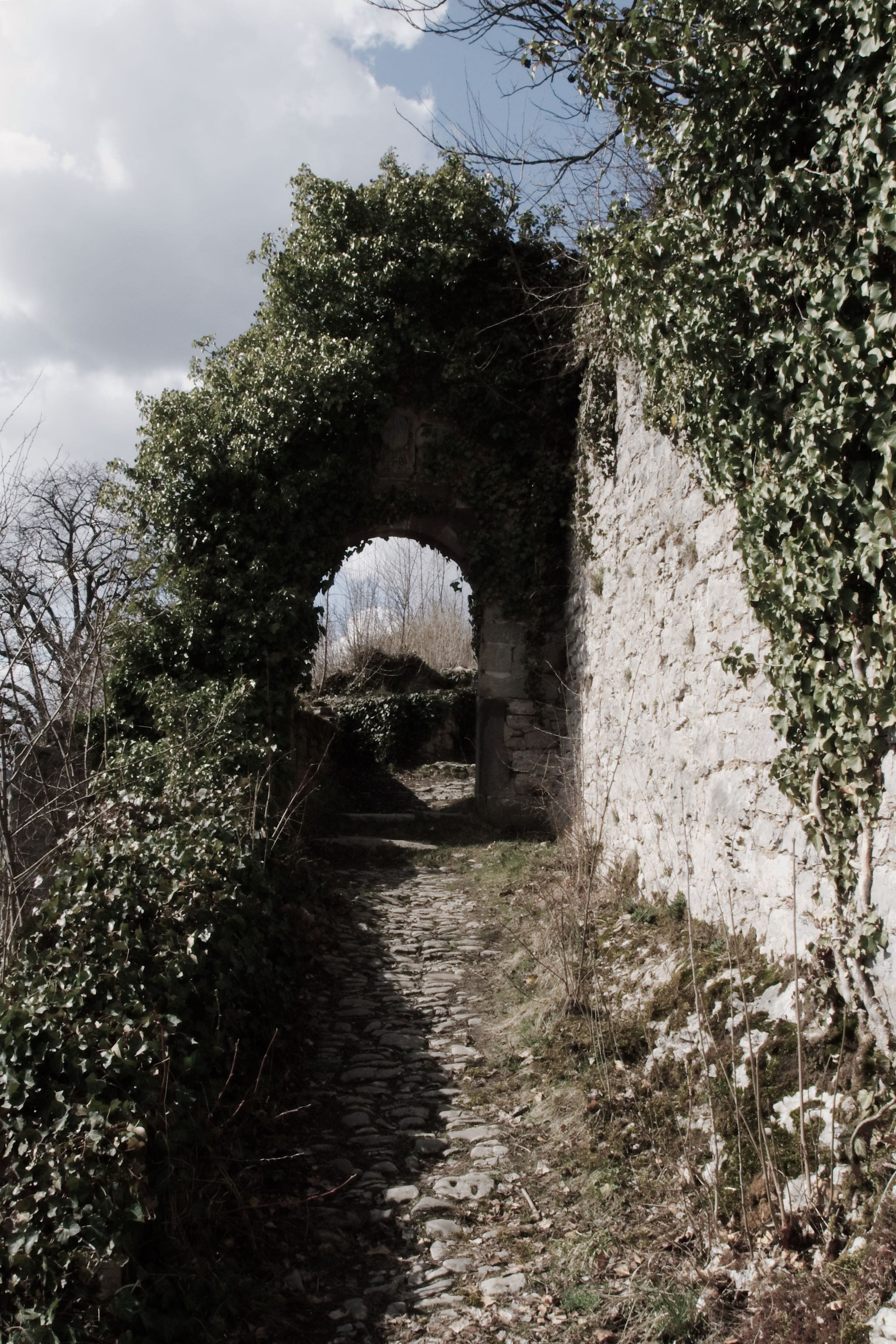
Ruiny zamku Limpurg